# Melodifestivalen 1999

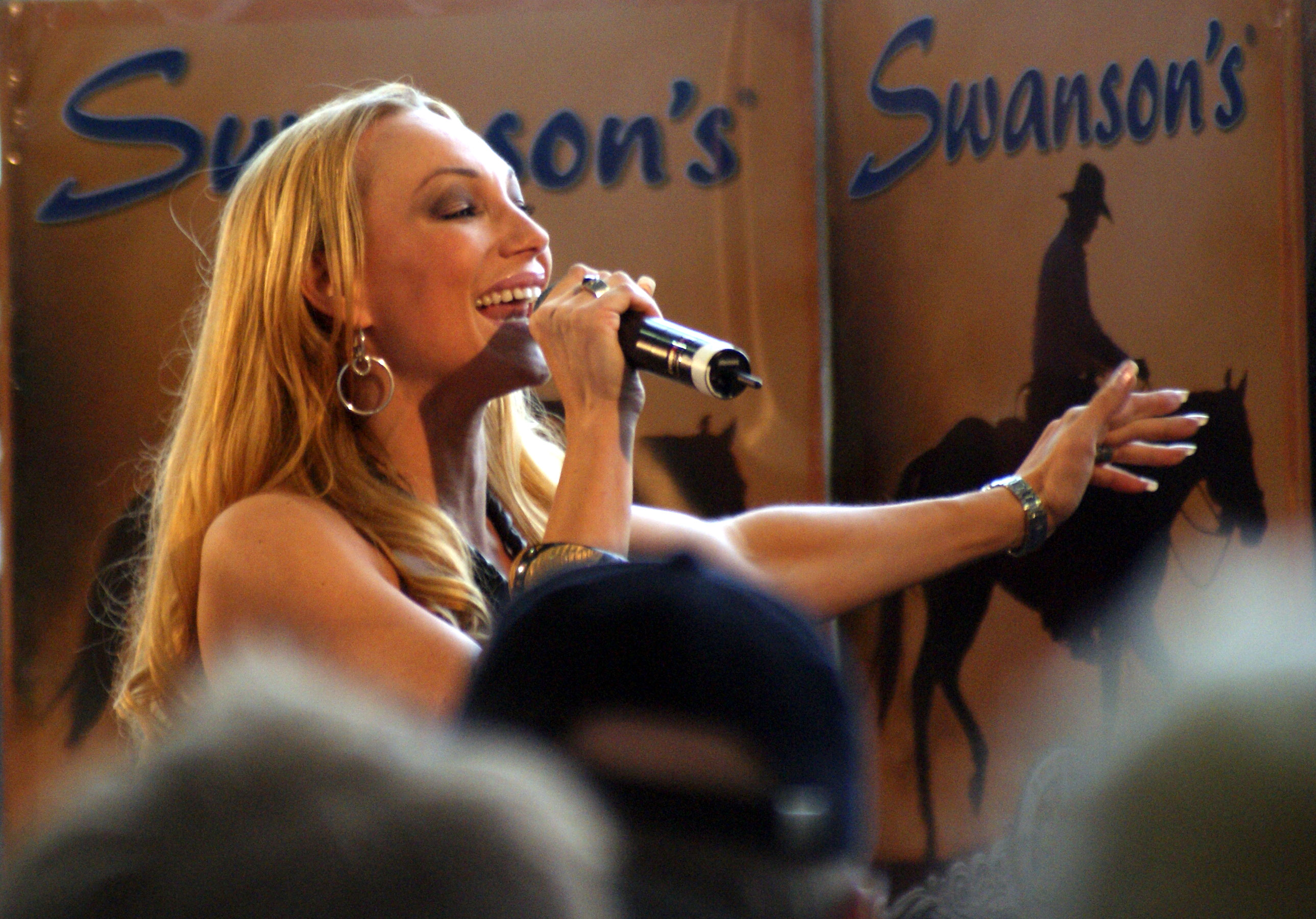
Charlotte Nilsson

La edición de 1999 del Melodifestivalen tuvo lugar el 27 de febrero en el Victoriahallen i Älvsjömässan de Estocolmo. Los presentadores fueron Anders Lundin y Vendela Thommesen. El director de orquesta, una vez más, Anders Berglund.
El tabloide Aftonbladet había publicado con ocasión del concurso su lista de favoritos, situando a Martin Svensson como gran vencedor y a Charlotte Nilsson en segunda posición. Hay que destacar la presencia de otros importantes artistas del momento en Suecia, como Drömhus, que en 1998 había triunfado en Suecia con "Vill Ha Dig", o los ya ganadores de Melodi Roger Pontare, Christer Björkman y Arvingarna.
| Nr. | Artista           | Canción                      | Texto/Música                       | Puntos | Posición |
| --- | ----------------- | ---------------------------- | ---------------------------------- | ------ | -------- |
| 1   | Charlotte Nilsson | Tusen och en natt            | Gert Lengstrand y Lars Diedricson  | 217    | 1        |
| 2   | Crosstalk         | Det gäller dig och mig       | Lars Edvall y Mattias Reimer       | 87     | 6        |
| 3   | Janica            | Jag kan se dig               | Anders Dannvik y Pär Olsson        | 66     | 7        |
| 4   | Drömhus           | Stjärna på himlen            | Per Andréasson y Anders Dannvik    | 148    | 2        |
| 5   | Roger Pontare     | Som av is                    | Lasse Johansson y Staffan Stavert  | 98     | 5        |
| 6   | Martin            | (Du är så) yeah yeah wow wow | Martin Svensson                    | 109    | 4        |
| 7   | Christer Björkman | Välkommen hem                | Lasse Sahlin y Jan Lundkvist       | 6      | 10       |
| 8   | Ai                | Bilder av dig                | Stephan Berg                       | 42     | 9        |
| 9   | Arvingarna        | Det svär jag på              | Torgny Söderberg y Lena Philipsson | 114    | 3        |
| 10  | Cleo              | Natten är min vän            | Thomas G:son                       | 59     | 10       |

## Sistema de Votación
Tras las bajas audiencias en anteriores ediciones y celebrando el 25º aniversario del triunfo de ABBA, llegó al Melodifestival el nuevo sistema de votación que todavía hoy sigue vigente en la gran final. Ahora sin rondas eliminatorias, tras cantar los 10 finalistas, cada uno de los once jurados regionales otorgaría 1, 2, 4, 6, 8, 10 y 12 puntos entre sus favoritas, y por último, el público se encargaría de repartir la misma cantidad pero multiplicada por 11 en una sola votación: 11, 22, 44, 66, 88, 110 y 132 a las siete canciones más votadas mediante teléfono.
Un dato curioso fue que Janica, la segunda favorita de los jurados, no recibió ningún voto telefónico.
| Artista    | Luleå | Umeå | Sunds. | Falun | Karlstad | Örebro | Norrköping | Gotemb. | Växjö | Malmö | Estoc. | Ptos. Jurado | Ptos. Teléfono | Total | Posición |
| ---------- | ----- | ---- | ------ | ----- | -------- | ------ | ---------- | ------- | ----- | ----- | ------ | ------------ | -------------- | ----- | -------- |
| Nilsson    | 10    | 12   | 8      | 8     | 4        | 8      | 10         | 1       | 10    | 10    | 4      | 85           | 132            | 217   | 1        |
| Crosstalk  | 12    | 4    | 1      | 12    | 6        | 6      | 2          | 10      | 2     | -     | 10     | 65           | 22             | 87    | 6        |
| Janica     | -     | 8    | 10     | 6     | 8        | 4      | 12         | 2       | 6     | 4     | 6      | 66           | -              | 66    | 7        |
| Drömhus    | 8     | 2    | -      | 10    | 1        | -      | -          | 12      | 1     | 2     | 2      | 38           | 110            | 148   | 2        |
| Pontare    | 2     | 6    | 6      | -     | 12       | -      | 4          | -       | 12    | 12    | -      | 54           | 44             | 98    | 5        |
| Martin     | 6     | -    | 2      | -     | 2        | 2      | 1          | 8       | 4     | 6     | 12     | 43           | 66             | 109   | 4        |
| Björkman   | -     | 1    | -      | 4     | -        | -      | -          | -       | -     | 1     | -      | 6            | -              | 6     | 10       |
| Ai         | 4     | -    | -      | 1     | -        | 12     | -          | 6       | -     | -     | 8      | 31           | 11             | 42    | 9        |
| Arvingarna | 1     | -    | 4      | 2     | -        | 1      | 6          | 4       | -     | 8     | -      | 26           | 88             | 114   | 3        |
| Cleo       | -     | 10   | 12     | -     | 10       | 10     | 8          | -       | 8     | -     | 1      | 59           | -              | 59    | 8        |